# Desigualdade de Chebyshev
Em matemática, a desigualdade de Chebyshev, também conhecida por desigualdade de Bienaymé-Chebyshev, é um resultado da teoria da medida com grandes aplicações na teoria das probabilidades. O nome é dado em honra ao matemático russo Pafnuty Chebyshev quem primeiro apresentou uma demonstração ao teorema, e ao estatístico francês Irénée-Jules Bienaymé.

## Enunciado
Seja {\displaystyle \left(X,{\mathfrak {M}},\mu \right)\,} um espaço de medida, {\displaystyle f:X\to [-\infty ,+\infty ]\,} uma função mensurável, {\displaystyle g:Im(f)\to [-\infty ,+\infty ]\,} uma função mensurável não-negativa e não decrescente. Então:
{\displaystyle \mu \left(\left\{x\in X\,:\,\,f(x)\geq t\right\}\right)\leq {1 \over g(t)}\int _{X}g\circ f\,d\mu .}
Um caso particular de especial interesse acontece quando substituímos {\displaystyle f\,} por {\displaystyle |f-c|\,} e tomamos {\displaystyle g:[0,\infty ]\to \mathbb {R} \,} como {\displaystyle g(x)=x^{2}\,}:
{\displaystyle \mu \left(\left\{x\in X\,:\,\,|f(x)-c|\geq t\right\}\right)\leq {1 \over t^{2}}\int _{X}|f-c|^{2}\,d\mu .}
Se {\displaystyle f\,} representa uma distribuição de  probabilidades com média {\displaystyle \mu \,} e desvio padrão {\displaystyle \sigma \,} então:
{\displaystyle \Pr(\left|X-\mu \right|\geq k\sigma )\leq {\frac {1}{k^{2}}}\,}

## Demonstração
Defina  {\displaystyle A_{t}:=\{x\in X:f(x)\geq t\}\,} e seja {\displaystyle \mathrm {X} _{A_{t}}\,} a função indicadora de {\displaystyle A_{t}\,} em {\displaystyle [-\infty ,+\infty ]\,}. Então:
{\displaystyle 0\leq g(t)1_{A_{t}}\leq g\circ f\,1_{A_{t}}\leq g\circ f\,}
E, portanto:
{\displaystyle g(t)\mu (A_{t})=\int _{X}g(t)1_{A_{t}}\,d\mu \leq \int _{A_{t}}g\circ f\,d\mu \leq \int _{X}g\circ f\,d\mu \,}
E o resultado segue dividindo a desigualdade obtida por {\displaystyle g(t)\,}.